# Kateřina Frankopanová
Kateřina Frankopanová (chorvatsky Katarina Frankopan, maďarsky Frangepán Katalin, * před rokem 1481 – 1540 ) byla chorvatská šlechtična a mecenáška ze šlechtického rodu Frankopanů.

## Život
Kateřina Frankopanová se narodila jako dcera Jiřího Frankopana pána z Veglia, hraběte ze Senje a Modruše. Jeho rodiči byli Jan Frankopan, dalmatsko-chorvatský bán a jeho manželka Kateřina Nelipićové. Jiří měl čtyři syny (Jan, Ondřej, Mikuláš a Řehoř) a tři dcery (Dorota, Helena a Kateřina). Syn Řehoř se stal arcibiskupem kaločským. Nejstarší syn Jan se oženil 20. února 1481 a měl dceru jménem Kateřina. O rok nebo dva později se mu narodil syn Jan, bratr Kateřiny, jenž později používal jméno Jan František, od 1528 kaločský arcibiskup a od roku 1538 biskup jágerský. Oba biskupské úřady vykonával až do své smrti v roce 1543.
Rodina žila převážně na zámku Cetín, kde byl také františkánský klášter. Otec padl 11. září 1493 v bitvě u Udbiny proti Turkům. 
Kateřina se provdala za královského komorníka Gabriela Perényiho, který byl již dříve ženatý s Uršulou Báthoryovou. V roce 1521 ho král Ludvík Jagellonský jmenoval správcem Ugočské a Marmarošské župy. Rod Perényiů pocházel z Perína u Košic, kde míval hrad. Jejich statky byly většinou v někdejším Abovském kraji. Členové rodu byli podporovateli literatury a umění. Gabrielu Perényimu se připisuje vídeňské vydání „Panegyricus in laudem Baptistae Guarini Veronensis“ Januse Pannonia z roku 1512. Prvním vydavatelem díla byl krakovský humanista Paulus Crosnensis, který dílo věnoval „Gabrielu, královu vrchnímu komořímu“. 
15. května 1526 podepsal smlouvu na výstavbu domu v Budíně s jistým milánským zednickým mistrem jménem Nicolò, avšak 29. srpna téhož roku zemřel v bitvě u Moháče. Po zprávě o bratrově smrti se Jan František Frankopan vrátil z Říma, aby podpořil vdovu Kateřina a její děti, kteří po smrti manžela žili Nyalábváru (dnešní Korolevo na západní Ukrajině) v Ugočské župě. 
Kateřina se zajímala o vědu a měla rozsáhlou knihovnu a na svém dvoře hostila řadu humanistů a vzdělanců, mezi nimi také tři studenty Erasma Rotterdamského: Benedek Komjáthy, Gabriel Pesti či Jan Sylvester. Ti se snažili povýšit maďarštinu na úroveň s latinou. Benedek Komjáti, vychovatel Jana Perényiho mladšího, jediného syna Kateřiny Frankopanové, vydal roku 1531 v Krakově díky podpoře Kateřiny listy sv. Pavla v maďarštině. 